# Super Max!
“Super Max!”是荷蘭音樂團體Pitstop Boys演唱的一首歌曲，他們是荷蘭一級方程式車手馬克斯·維斯塔潘的粉絲團體。這首歌2016年7月16日以音樂影片的形式發行。

## 背景
馬克斯·維斯塔潘是一名荷蘭一級方程式车手，他於2015年首次参加該賽事，為紅牛二隊效力。在2016年的西班牙大獎賽，他與丹尼爾·科維亞特交换席位，轉隊至紅牛車隊。他在紅牛車隊的第一場比賽中獲勝，成為有史以來最年輕的獲勝者、最年輕的登上頒獎台的車手和有史以來最年輕的一級方程式賽車領跑者，打破了塞巴斯蒂安·維泰爾保持的以往紀錄。在此過程中，他也成為第一位赢得大獎賽的荷蘭人，以及第一位出生於1990年代的大獎賽冠軍。
Pitstop Boys由三位馬克斯·維斯塔潘粉絲組成，Rob Toonen、Marco Mars和Jeroen Hilgenberg，是“Oranje Army”的一部分，“Oranje Army”是維斯塔潘支持者的俗稱。
這首歌的續集是為維斯塔潘在2021賽季與路易斯·咸美頓的冠軍爭奪戰製作的，名為“Super Max！ YoHé，YoHo！”

## 爆紅
在維斯塔潘在該系列賽中繼續取得成功後，這首歌成為熱門歌曲。每當維斯塔潘獲勝時，這首歌就被用作戰鬥歌曲，或者用作維斯塔潘所做的任何事情的迷因。這首歌被用作“Oranje Army”中的口號，這被認為是維斯塔潘粉絲群的名字。  2021年，維斯塔潘赢得了2021年一級方程式賽季的車手冠軍，這使得這首歌在多个國家登上了Spotify的Viral 50，包括在荷蘭排名第一，在全球排行榜上排名第五。 人們還看到維斯塔潘在奪冠後参加了這首歌的派對。 